# Lindernia molluginoides
Lindernia molluginoides é uma espécie botânica do gênero Lindernia pertencente à família Linderniaceae.